# Muldraugh, Kentucky
Muldraugh är en ort i Meade County i delstaten Kentucky, USA.